# Eastern Air Lines
Eastern Air Lines (EAL, рус. «Истерн Эйрлайнс») — ныне упразднённая авиакомпания США, существовавшая с 1927 по 1991 годы. Входила в состав «Большой четвёрки», будучи одной из крупнейших авиакомпаний страны, а основным аэропортом был Майами (штат Флорида). В 1980-х годах выполняла большое число рейсов вдоль восточного побережья США и в Вест-Индию, занимая по пассажиропотоку первое место в мире. Но из-за начавшихся к концу того же десятилетия финансовых проблем, в 1991 году объявила себя банкротом и была закрыта. Значительная часть флота впоследствии была выкуплена American Airlines и Delta Air Lines.

## История

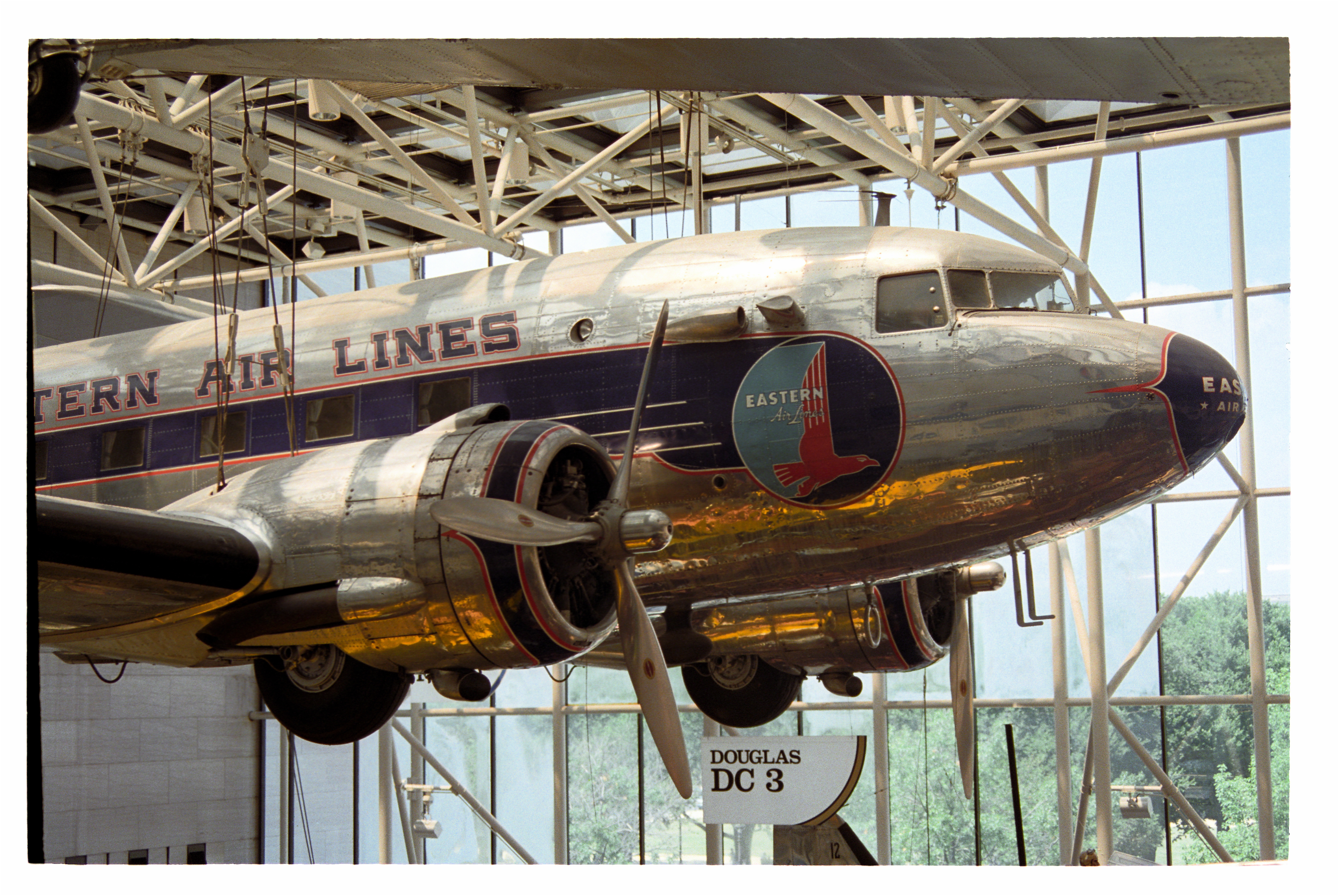
Douglas DC-3

15 сентября 1927 года небольшая авиастроительная компания Pitcairn Aircraft Company объединилась с частной авиакомпанией Florida Airways, образовав новую авиакомпанию, которой присвоили название Pitcairn Aviation, Inc.. Самолёты Pitcairn преимущественно выполняли почтовые перевозки между Атлантой и Нью-Йорком, а на 1929 год флот авиакомпании составлял из трёх Ford Trimotor и двух Fokker F-X, когда её приобрёл ас Первой мировой войны Клемент Кейс (англ. Clement Keys), который также являлся владельцем газеты The Wall Street Journal и авиастроительной компании North American Aviation. Pitcairn Aviation преобразуется в холдинговую компанию, а 17 января 1930 года была переименована в Eastern Air Transport, Inc. (EAT).
Eastern Air Transport имела уже более широкую карту маршрутов, а её самолёты теперь летали в Атланту, Бостон, Майами и Ричмонд. Далее на протяжении 1930-х годов она продолжает поглощать другие авиакомпании, продолжая расширять сеть маршрутов. Также авиакомпания заключает контракты на перевозку почты со ставкой ниже, чем у конкурентов, тем самым переманивая клиентов. В 1938 году бывший лётчик Эдди Рикенбакер от лица General Motors выкупает Eastern у North American за 800 тысяч долларов. Тогда же в авиакомпанию начинают поступать первые Douglas DC-2 и именно Eastern начала выполнять рейсы на этих самолётах в столицу страны — Вашингтон (округ Колумбия). Авиакомпания начинает расти всё сильнее.

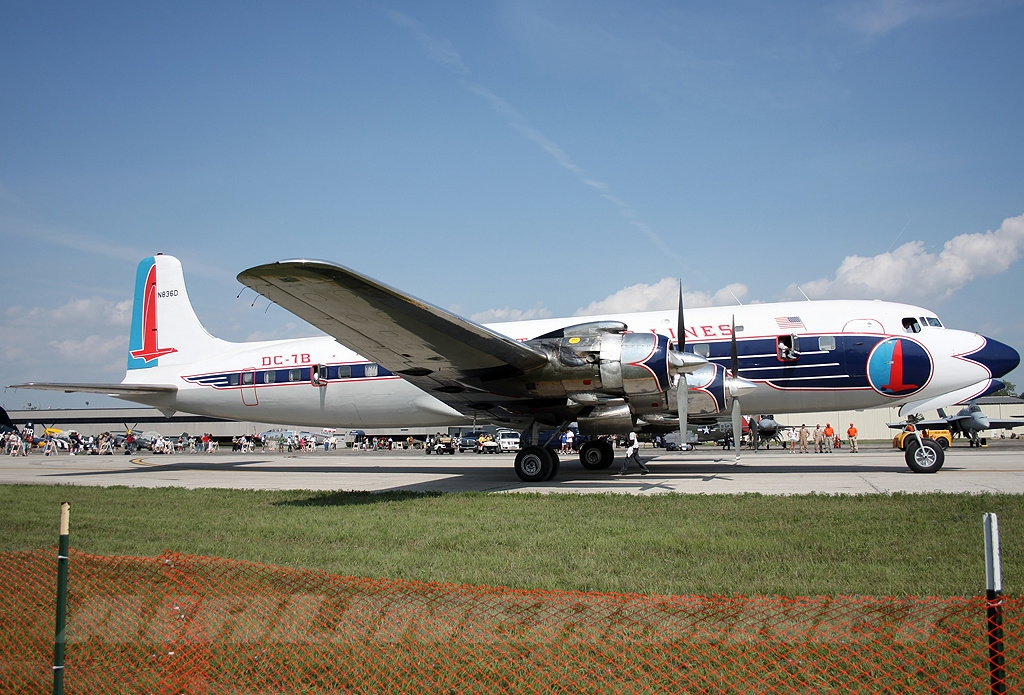
Douglas DC-7

В период Второй мировой войны флот Eastern увеличивается для того, чтобы справляться с возросшими перевозками, так как к гражданским добавились и военные. Теперь основу флота составляли уже Curtiss C-46 Commando. В результате к окончанию войны авиакомпания стала значительно крупнее. В 1950-е годы устаревшие самолёты начали заменять на более современные, вместительные и быстрые Lockheed L-1049 Super Constellation, которые могли перевозить до сотни пассажиров. Также в 1956 году приобретается канадская Colonial Airlines, благодаря чему теперь самолёты Eastern начали выполнять полёты в канадские города — Монреаль и Оттаву. 23 июля 1957 года начали выполняться полёты в Мексику на самолётах Douglas DC-7.

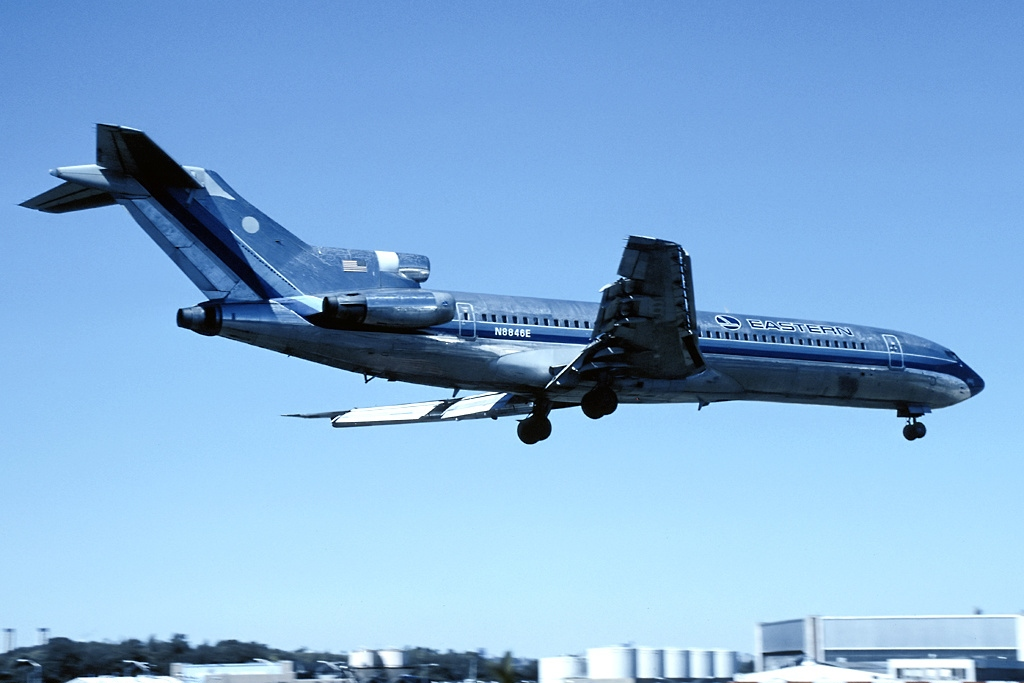
Boeing 727

Eastern Air Lines также одной из первых входит в реактивную эру, в том числе именно она первой из «Большой четвёрки» приобрела реактивные Boeing 727, а с 1 февраля 1964 года эти лайнеры начали работать на маршруте Филадельфия—Вашингтон—Майами. С февраля 1965 года авиакомпания также начала эксплуатировать Douglas DC-9. 31 декабря 1963 года Эдди Рикенбакер покидает свой пост руководителя авиакомпании, который занимал до этого 25 лет. В 1971 году была приобретена небольшая карибская Caribair, что позволило выполнять полёты на Пуэрто-Рико. Также двумя годами ранее, с 21 сентября 1969 года, Eastern стала выполнять полёты в Лос-Анджелес, тем самым начав последней из «Большой четвёрки» осуществлять трансконтинентальные рейсы.

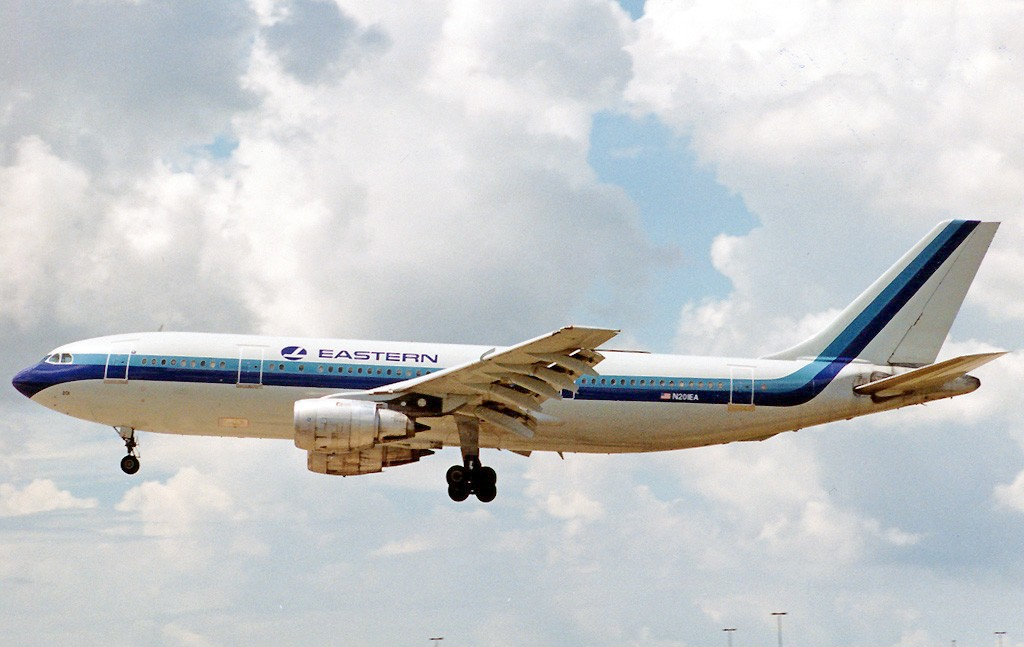
Airbus A300

Весной 1978 года были приобретены 23 новых Airbus A300 европейского производства. Это были первые самолёты Airbus на североамериканском континенте.
В 1980-х годах в авиакомпании начинаются финансовые трудности, в том числе стали расти финансовые расходы, а на 1985 год долги по выплатам составляли уже 3,5 миллиарда долларов. В марте 1986 года, после долгих переговоров, за 615 миллионов долларов EAL приобрела компания Texas Air, к тому времени уже владевшая Continental Airlines. Но Texas Air на наиболее выгодных направлениях ввела самолёты Continental Airlines. Это только ускорило конец Eastern Air Lines, из-за чего она была вынуждена продавать самолёты и увольнять значительное число сотрудников. В 1991 году авиакомпания объявила себя банкротом и 18 января того же года была упразднена.

## Крупные происшествия
Наиболее крупные происшествия, произошедшие с самолётами авиакомпании Eastern:
- 30 мая 1947 года — Douglas C-54B борт N88814 во время полёта над округом Сисил (штат Мэриленд) попал в сильную грозу, где потерял управление и упал на землю. Погибли все 53 человека на борту.
- 1 ноября 1949 года — Douglas DC-4 борт N88727 заходил на посадку в Вашингтоне (округ Колумбия), когда столкнулся в воздухе с истребителем Lockheed P-38, после чего упал в реку Потомак. Погибли все 55 человек на борту, пилот истребителя выжил.
- 4 октября 1960 года — Lockheed L-188A Electra борт N5533 при взлёте в аэропорту Логан (Бостон, штат Массачусетс) врезался в стаю птиц и потеряв управление упал в Бостонскую бухту. Погибли 62 из 72 человек на борту.
- 30 ноября 1962 года — Douglas DC-7B борт N815D при посадке в аэропорту имени Джона Кеннеди (Нью-Йорк) из-за ошибки экипажа врезался в землю. Погибли 25 из 51 человека на борту.
- 25 февраля 1964 года — Douglas DC-8-21 борт N8607 после вылета из Нового Орлеана (штат Луизиана) столкнулся с сильной турбулентностью и потеряв управление упал в озеро Пончартрейн,. Погибли все 58 человек на борту.
- 8 февраля 1965 года — Douglas DC-7B борт N849D вскоре после вылета из Нью-Йорка едва не столкнулся со встречным Boeing 707 авиакомпании Pan Am, уклонившись из которого потерял управление и упал в океан. Погибли все 84 человека на борту.
- 29 декабря 1972 года — Lockheed L-1011-385-1 TriStar борт N310EA при заходе на посадку в Майами (штат Флорида), врезался в болото Эверглейдс из-за того, что пилоты не следили за высотой. Погиб 101 из 176 человек на борту.
- 11 сентября 1974 года — Douglas DC-9-31 борт N8984E при заходе на посадку в Шарлотте (Северная Каролина) врезался в деревья, из-за того, что пилоты отвлекшись от пилотирования не следили за высотой. Погибли 72 из 82 человек на борту.
- 24 июня 1975 года — Boeing 727-225 борт N8845E при посадке в аэропорту имени Джона Кеннеди (Нью-Йорк) во время грозы потерял высоту и врезался в опоры огней подхода. Погибли 113 из 124 человек на борту. Крупнейшая авиакатастрофа в истории авиакомпании.
- 1 января 1985 года — Boeing 727-225 борт N819EA при подходе к Ла-Пасу (Боливия) врезался в гору Иллимани. Погибли все 29 человек на борту.